# A Light in the Dark
Az A Light in the Dark az amerikai Metal Church együttes, 2006-ban megjelent nyolcadik nagylemeze. Az albumon szereplő újrafelvett Watch the Children Pray című dalt David Wayne emlékének ajánlja a zenekar.

## Számlista
1. A Light in the Dark – 5:27
2. Beyond All Reason – 5:40
3. Mirror of Lies – 4:19
4. Disappear – 6:02
5. The Believer – 5:29
6. Temples of the Sea – 9:27
7. Pill for the Kill – 4:28
8. Son of the Son – 4:45
9. More Than Your Master – 4:47
10. Blinded By Life – 3:31
11. Watch the Children Pray 2006 – 5:45[1]

## Közreműködők
- Ronny Munroe – ének
- Kurdt Vanderhoof – gitár, billentyűs hangszerek
- Jay Reynolds – gitár
- Steve Unger – basszusgitár
- Jeff Plate – dob